# Giorgio d'Alemagna (peintre)
Pour les articles homonymes, voir Giorgio d'Alemagna et Alemagna.
Giorgio di Alberto d’Alemagna ou Giorgio d'Alemagna (Modène, v. 1410/1420 - Modène, 1479) est un enlumineur et un peintre italien de miniatures du XVe siècle, dont l'œuvre se situe entre la fin de la période gothique et le début de la première Renaissance. Il fut actif entre 1430 et 1479.

## Biographie
Giorgio d'Alemagna naquit à Modène au début du XVe siècle.
De 1441 à 1462 il travailla pour la cour d'Este à Ferrare, d'abord auprès du marquis de Ferrare Lionel d'Este  et ensuite auprès du duc Borso d'Este.
De 1445 à 1448, il a participé à la décoration du bréviaire de Lionel d'Este. 
De 1449 à 1457, il aurait participé à la réalisation des enluminures pour la Bible de Borso d'Este (mais certains chercheurs attribuent ses travaux à un maître anonyme). 
Giorgio d'Alemagna, jusqu'en 1450, a été un adepte du style gothique tardif émilien évoluant progressivement vers le style première Renaissance, rappelant les caractéristiques de son contemporain Taddeo Crivelli ainsi que celui des débuts de Cosme Tura.

## Œuvres
- Saint François en prière, feuillet du Bréviaire de Leonello d'Este, département des arts graphiques, Musée du Louvre, Paris.
- Crucifixion, feuillet 142, Bible de Borso d'Este, Biblioteca Estense, Modène.
- Spagna à Rima, Bibliothèque civique Ariostea, Ferrare.